# جوایز موسیقی رادیو آی‌هارت ۲۰۱۵
جوایز موسیقی رادیو آی‌هارت ۲۰۱۵، دومین مراسم است که در ۲۹ مارس ۲۰۱۵ در شراین ادیتوریوم واقع در لس آنجلس برگزار شد. مراسم توسط جیمی فاکس میزبانی شد و به‌طور زنده از شبکه ان‌بی‌سی پخش شد. تیلور سوئیفت با سه جایزه، بیشترین جایزه را در این مراسم نسبت به سایر هنرمندان بدست آورد.